# Anachastis digitata
Anachastis digitata är en fjärilsart som beskrevs av Edward Meyrick 1911. Anachastis digitata ingår i släktet Anachastis och familjen plattmalar. Inga underarter finns listade i Catalogue of Life.